# Isola Bananal
L'isola Bananal (in portoghese Ilha do Bananal) è un'isola fluviale, situata nello Stato brasiliano di Tocantins e formata dalla biforcazione del fiume Araguaia nei fiumi Araguaia e Javaés in una piana molto bassa. Vasta 19.162,25 km², con una lunghezza di 350 km ed una larghezza di 55 km, si tratta dell'isola fluviale più grande del mondo.
Scoperta il 26 luglio 1773 dall'esploratore José Pinto Fonseca, originariamente l'isola fu chiamata Santana; solo in seguito fu rinominata Bananal per via della presenza di banani.
Secondo l'articolo 28 dello statuto della legge India (Artigo 28 do Estatuto do Indío-lei) pubblicato il 19 dicembre 1973, l'isola Bananal è stata protetta attraverso l'istituzione di un parco nazionale destinato all'ecoturismo (nella zona settentrionale) e di una riserva indigena per le tribù native della regione (nella zona meridionale). Sebbene in passato vi abitassero anche brasiliani non discendenti da indigeni, oggi la popolazione dell'isola è costituita esclusivamente da tribù native; tra queste, ne sono presenti almeno quattro: Javaés, Karajá, Avá-Canoeiro e Tuxá.
Non esistono ponti di collegamento tra l'isola e gli Stati di Tocantins (ad est) e del Mato Grosso (ad ovest). Per gran parte dell'anno, l'unico mezzo di trasporto per raggiungere l'isola sono le barche. Tuttavia, durante i periodi di siccità (tra giugno e agosto), le biforcazioni dell'Araguaia si abbassano ad un livello tale da consentire l'approdo all'isola tramite l'automobile. I villaggi sono collegati tra loro da strade larghe abbastanza per automobili e trattori, anche se principalmente vengono attraversate a cavallo, in bicicletta o a piedi.

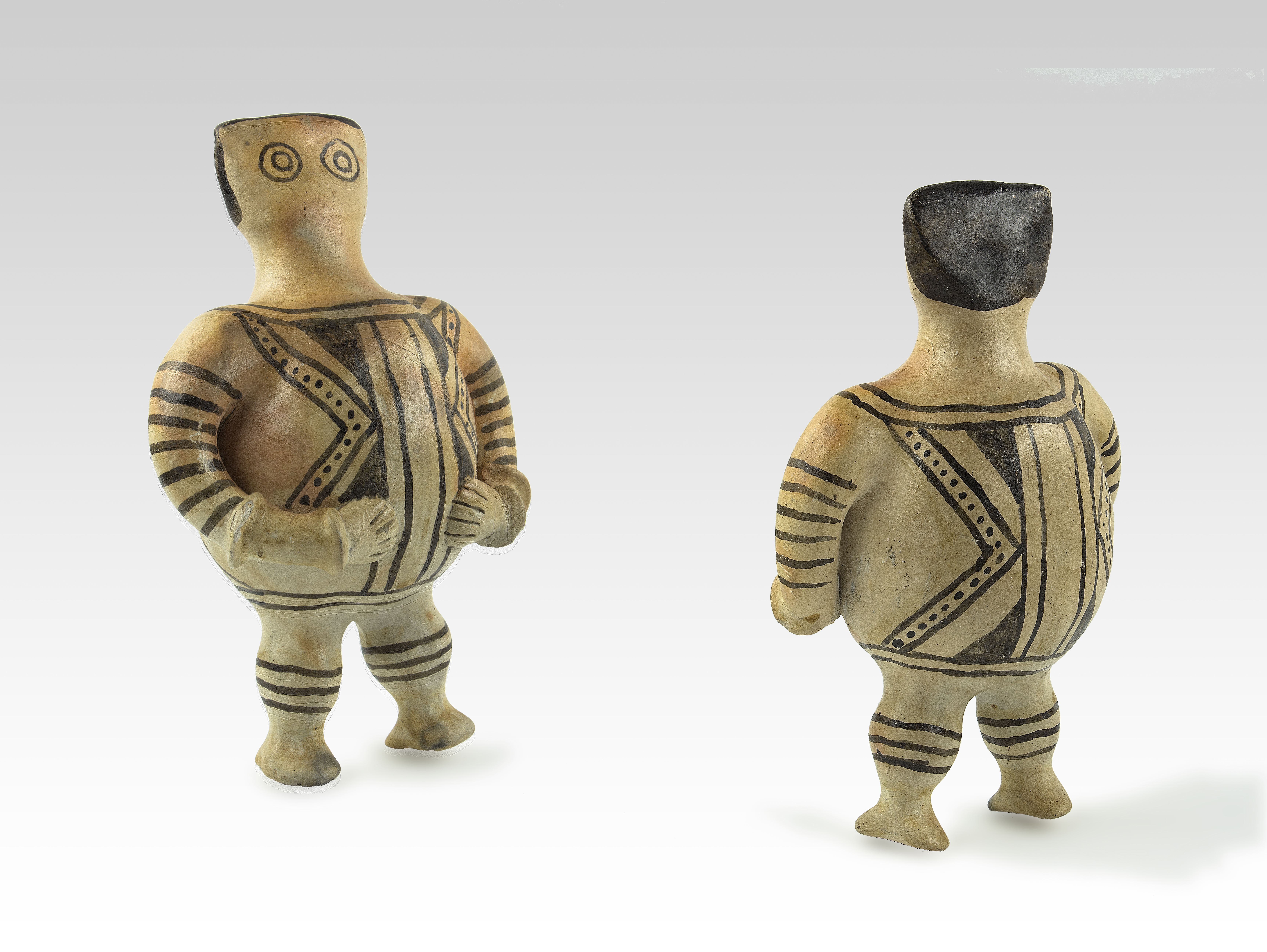
statuetta in ceramica